# 알라데이사르디

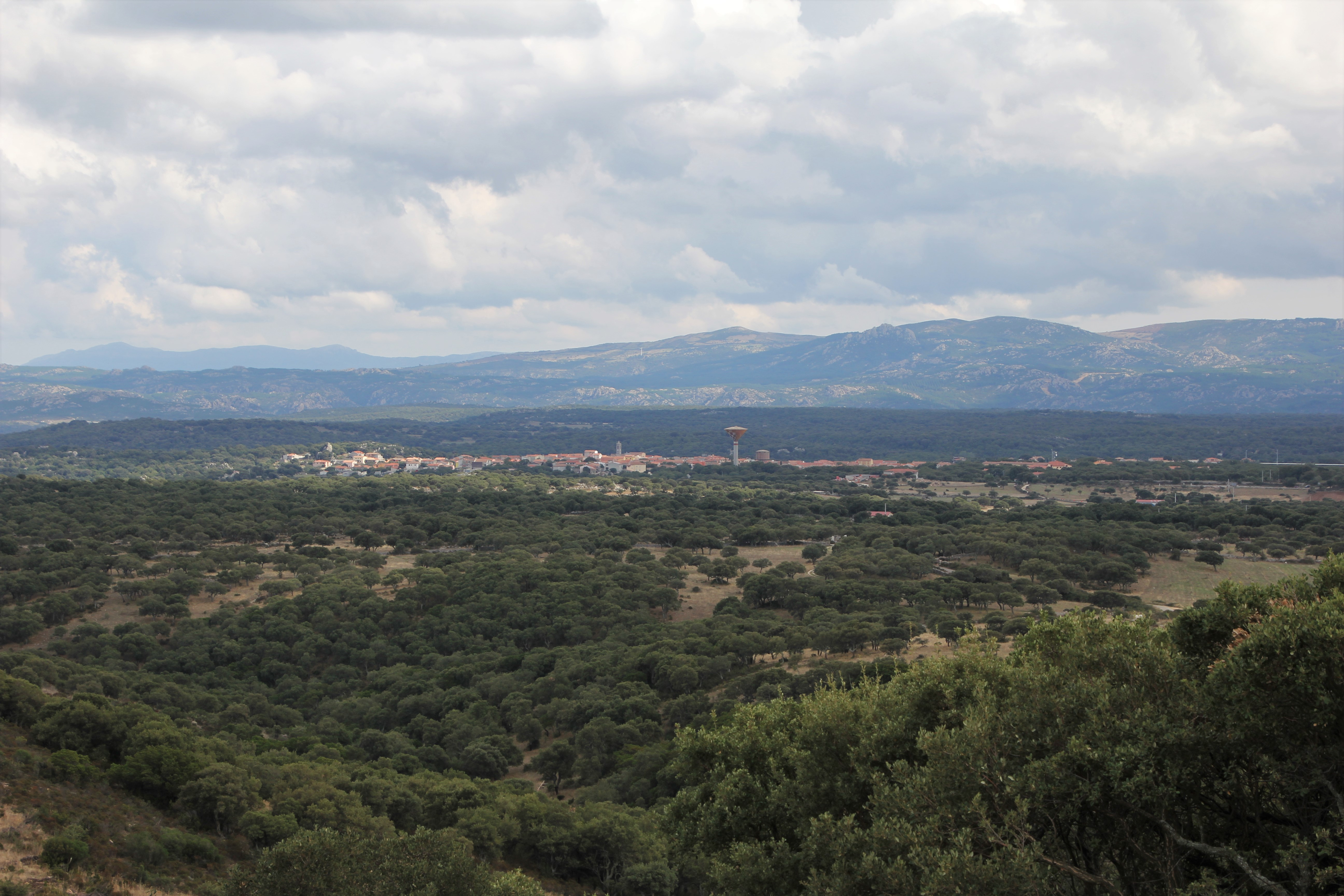

알라데이사르디(Alà dei Sardi)는 이탈리아 사르데냐의 사사리도에 위치한 코무네이다. 칼리아리에서 북쪽으로 약 160킬로미터, 올비아에서 남서쪽으로 약 35킬로미터 지점에 위치한다.
알라데이사르디의 경계에는 올비아 등의 지방자치체들이 있다.
알라데이사르디는 일상 언어로 사르데냐어를 사용하는 것이 특징이다. 한 해에 한 차례 치러지는 크로스컨트리 달리기 행사인 트로페오 알라스포트의 본거지이다.